# Алан Лаєлл
Алан Лаєлл (англ. Alan Lyell; 4 листопада 1917, Індія — 2 листопада 2007, Ларгс, Північний Ершир, Шотландія) — шотландський дерматолог, який описав синдром, названий його ім'ям, історик медицини.

## Біографія
Алан Лаєлл народився в сім'ї британського офіцера в Індії. Після його народження мати померла від післяпологової гарячки. Батько організував догляд за ним спочатку в Індії, потім у Великій Британії. Навчався в коледжі Пемброк, Кембриджського університету, під час Другої світової війни в лікарні Сент-Томас у Лондоні. Після кваліфікації в 1942 році працював домашнім лікарем у доктора Г'ю Дж. Волласа у лікарні Вокінг (старому Південному залізничному дитячому будинку). Служив офіцером полкової медицини в 11-му батальйоні легкої піхоти Дарем, при союзних силах у Нормандії.
Після демобілізації в 1946 році почав навчатися дерматології, працював повоєнним реєстратором у Сент-Томасі, перед тим як переїхати до лікарні Адденбрука, Кембридж, післявоєнним реєстратором доктора Клода Говарда Віттла.
Потім він переїхав до Королівської амбулаторії Единбурга, щоб працювати у професора Г. Х. Персіваля, керівника відділення дерматології Единбургського королівського лазарету. Перша його посада консультанта була в Абердіні, з 1962 року в Глазго, де він став керівником відділу дерматології Королівського лазарету Глазго. Тут прославився своєю роботою про стафілококовий токсичний епідермальний некроліз, що згодом отримав назву «Хвороба або синдром Лаєлла». Він став членом Королівського коледжу лікарів Единбурга з 1962 року.
Як і багато інших лікарів у 1970-ті роки він розчарувався у змінах підпорядкованості професії та неминуючих змінах у клінічній допомозі. Пішов у відставку, але багато змін, за які боровся, відбулися, і він зміг бути присутнім на відкритті нового відділення дерматології під назвою «Центр Алана Лаєлла».
Він одружився з Рахаель, в них народилися син Брайан і дочка Бідді. Дружина і син померли до смерті Лаєлла, тоді як дочка змогла приїхати з США на його 90-й день народження і бути поруч, коли він помер.

## Основні праці
- Toxic epidermal necrolysis: An eruption resembling scalding of the skin. Br J Dermatol. 1956;68:355–61 PMID 13374196.
- Toxic epidermal necrolysis (the scalded skin syndrome) a reappraisal. The British Journal of Dermatology, Oxford, 1979, 100: 69-86.
- The staphylococcal scalded skin syndrome in historical perspective. Emergence of dermopathic stralna of Staphylococcus aureus and discovery of the epidermolytic toxin. Journal of the American Academy of Dermatology, St. Louis, 1983, 9: 285—294.
- Obituary: Dr Tadeusz Pasieczny. The British Journal of Dermatology, Oxford, 1977, 97: 464—465
- John James Pringle (1855—1922). American Journal of dermatopathology, 1985, 7 (5): 441—445
- Dermatology and Edinburgh. Clinical and Experimental Dermatology, 1986, 11: 413—421.
- Daniel Turner and the first controlled therapeutic trial. Clinical and Experimental Dermatology, 1986, 11: 191-194.
- John Ferguson Smith (1888-1978). American Journal of Dermatopathology, 1986, 8 (6): 525-528.
- Hermann Pinkus (1905-1985). Obituary. The British Journal of Dermatology, 1986, 115: 507-509.
- Memories of working with Howard Whittle 1946-1953. Clinical & Experimental Dermatology, Oxford, 1987, 12: 29-30.
- Alexander Ogston and Joseph Lister. Micrococci. Journal of the American Academy of Dermatology, 1989, 20 (2): 302-310.